# Cyclodictyon provectum
Cyclodictyon provectum là một loài rêu trong họ Pilotrichaceae. Loài này được W.R. Buck mô tả khoa học đầu tiên năm 2004.